# Kelly Lee Owens (album)
Kelly Lee Owens je první studiové album velšské hudebnice Kelly Lee Owens. Vydáno bylo 24. března 2017 společností Smalltown Supersound, a to jak na kompaktním disku, tak i na gramofonové desce. V písni „Anxi.“ hostuje norská zpěvačka Jenny Hval. Dále se na albu podíleli Daniel Avery a James Greenwood. Album bylo nominováno na Welsh Music Prize.

## Seznam skladeb
Autorkou všech skladeb je Kelly Lee Owens.
1. S.O – 3:12
2. Arthur – 4:05
3. Anxi. – 3:47
4. Lucid – 3:32
5. Evolution – 4:02
6. Bird – 5:15
7. Throwing Lines – 3:07
8. CBM – 5:00
9. Keep Walking – 4:43
10. 8 – 9:39